# Woskówka

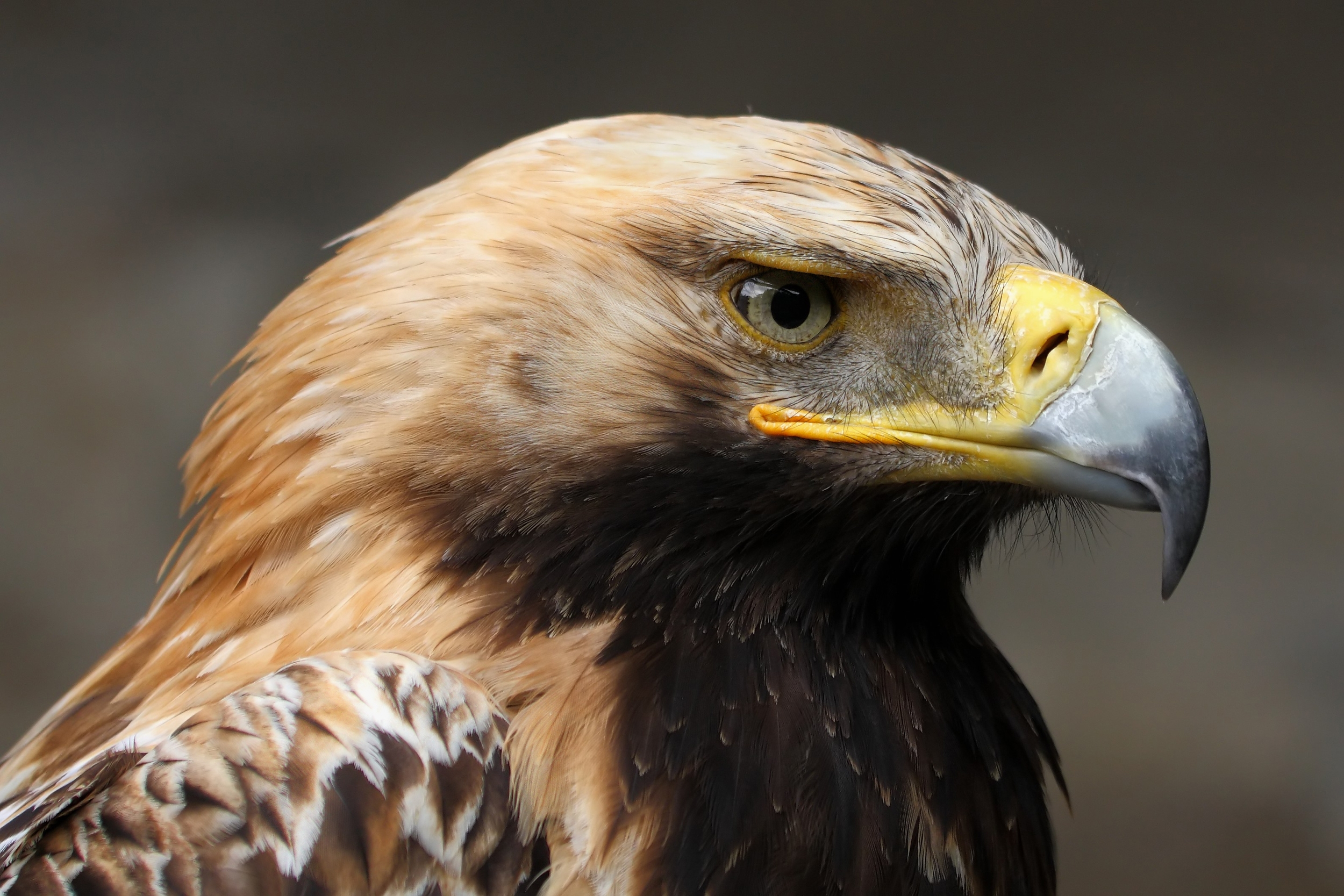
Głowa orła cesarskiego – widoczna żółta woskówka

Woskówka (ceroma) – miękka, silnie ukrwiona, zmodyfikowana skóra znajdująca się u niektórych ptaków przy nasadzie dzioba (szponiaste, grzebiące, gołębiowate, sowy, papugowe), lub powlekająca cały dziób (kaczkowate). W obrębie woskówki lub na jej skraju umieszczone są nozdrza. Często kontrastowo ubarwiona, zwłaszcza u samców. U ptaków drapieżnych woskówka jest żółta (u dorosłych) lub szara albo niebieska (u młodych).